# Carl Ludwig Börne

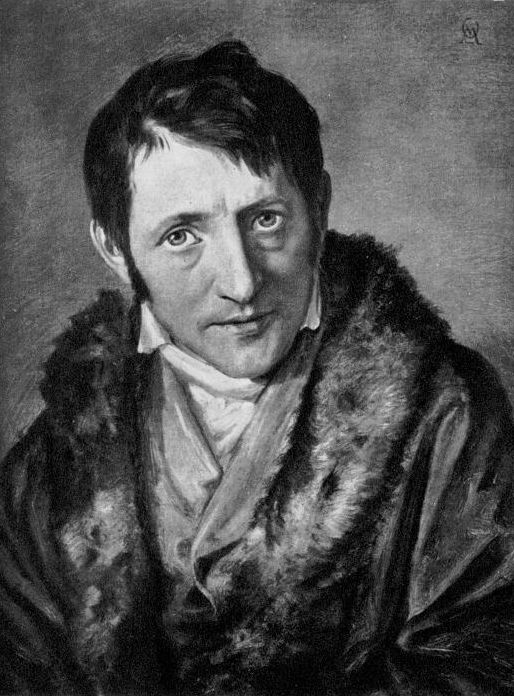
Ludwig Börne (ca. 1835)

Carl Ludwig Börne, geboren als Juda Löb Baruch (Frankfurt am Main, 6 mei 1786 – Parijs, 12 februari 1837) was een Duits journalist, criticus en schrijver die met Heinrich Heine een van de leiders van de letterkundige, democratische beweging van het "Junges Deutschland" was.
Na zijn studie medicijnen, recht en staatswetenschap, waar hij bekend werd om zijn aforismen werd hij actuaris bij de Pruisische politie, waar hij echter, vanwege zijn joodse achtergrond, werd ontslagen. Hierop liet zij zich in 1818 in de Evangelische Kerk dopen onder de naam Ludwig Börne, daar de naam  Juda Löb Baruch te zeer zijn religieuze achtergrond proclameerde en hem in zijn schrijverschap zou hinderen.
Als publicist en journalist ondernam hij vele reizen en vestigde zich in 1830 in Parijs, waar hij een van de proponenten van de beweging Junges Deutschland werd, die zich voor democratie als voorwaarde voor de vrijheid inzette. In zijn Briefe aus Paris (1830-1834) leidde hij uit de Juli-opstanden de noodzaak voor een revolutie in Duitsland af. Deze geschriften werden, samen met zijn kritiek aan het adres van Metternich verboden. Ook voor Johann Wolfgang Goethe, Wolfgang Menzel en Heinrich Heine (met wie hij eens bevriend was) had hij kritische woorden.
Zijn grootste verdienste is zijn inzet voor de Duits-Franse vriendschap.
- Bibsys: 90176364
- Biblioteca Nacional de España: XX915037
- Bibliothèque nationale de France: cb120329361 (data)
- Catàleg d'autoritats de noms i títols de Catalunya: 981058596079906706
- CiNii: DA01910703
- Gemeinsame Normdatei: 118512749
- International Standard Name Identifier: 0000 0001 1573 9906
- Library of Congress Control Number: n81068560
- Nationale Bibliotheek van Letland: 000098575
- Mathematics Genealogy Project: 59671
- Bibliotheek van het Japanse parlement: 00519705
- Nationale Bibliotheek van Tsjechië: ola2002106755
- Nationale bibliotheek van Australië: 35878246
- Nationale Bibliotheek van Israël: 987007259351705171
- Nationale Bibliotheek van Polen: a0000001185544
- Nationale en Universitaire bibliotheek Zagreb: 000159491
- Nederlandse Thesaurus van Auteursnamen: 068636806
- Réseau des bibliothèques de Suisse occidentale: 02-A003064441
- LIBRIS: 179967
- SNAC: w6xw76zv
- Système universitaire de documentation: 027395022
- Trove: 1127743
- Virtual International Authority File: 71406556
- WorldCat: E39PBJvRXGKpRjJr3pcmmhttKd